# ماركو غرانادوس
ماركو غرانادوس (بالإسبانية: Marco Granados)‏ هو لاعب كرة قدم مكسيكي، ولد في 29 سبتمبر 1996 في مانزانيلو في المكسيك. شارك مع منتخب المكسيك تحت 17 سنة لكرة القدم. أما مع النوادي، فقد لعب مع نادي غوادالاخارا.

## وصلات خارجية
- ماركو غرانادوس على موقع قاعدة بيانات كرة القدم.إي يو (الإنجليزية)
- ماركو غرانادوس على موقع Soccerway.com (الإنجليزية)
- ماركو غرانادوس على موقع AS.com (الإسبانية)